# Język gagauski
Język gagauski (gag. gagauz dili) – język Gagauzów, ludu pochodzenia tureckiego, osiadłego w większości na terenie dzisiejszej południowej Mołdawii w Gagauzji (dziś terytorium przez nich zamieszkane jest wydzieloną administracyjnie autonomiczną jednostką państwa).
Należy do rodziny języków tureckich i zaliczany jest do grupy języków oguzyjskich. Początek nowożytnego piśmiennictwa w tym języku datuje się dopiero na rok 1810, kiedy w Wiedniu została wydana pierwsza książka po gagausku. Pierwsze gagauskie słowo drukowane na terenie Mołdawii ukazało się w 1907 roku. Był to przekład Starego Testamentu autorstwa gagauskiego duchownego prawosławnego Michaila Çakira, który wydał szereg innych książek o charakterze religijnym, a także stworzył pierwszy gagauski tytuł prasowy. Przełomem w historii języka gagauskiego był rok 1957, kiedy do jego zapisu zaczęto używać cyrylicy. W latach 1958–1961 język gagauski nauczany był w niektórych szkołach, wychodziły w nim gazety i używano go w radiofonii. Potem jednak zastąpiono go językiem rosyjskim.
Powrót języka do szkół i uznanie go za język oficjalny nastąpiło dopiero w 1989 roku na mocy ustawy o funkcjonowaniu języków używanych na terytorium Mołdawskiej Socjalistycznej Republiki Radzieckiej z dnia 1 września 1989 roku. Mimo to językiem dominującym w mediach, urzędach i edukacji pozostał język rosyjski, przy czym na poziomie ponadpodstawowym nauczanie odbywa się wyłącznie w tym języku. W konsekwencji znajomość języka gagauskiego wśród Gagauzów systematycznie spada. Jest on używany niemal wyłącznie na prowincji. W miastach i większych osadach dominuje język rosyjski. Według badań przeprowadzonych w 2012 r. przez Państwowy Uniwersytet w Kiszyniowie na terenie Gagauzji 94% etnicznych Gagauzów deklarowało znajomość języka rosyjskiego, przy czym 48% z nich posługiwało się nim jako językiem ojczystym. Natomiast jedynie 44% Gagauzów deklarowało znajomość języka gagauskiego.       
Po 1989 roku w Mołdawii drukowane są książki i wydawane gazety w języku gagauskim, takie jak „Saba Ałryzy” (Gwiazda Poranna), „Ana Sözü” (Ojczyste Słowo), „Gagauz Sesi” (Gagauski Głos).
Ważnym badaczem języka gagauskiego był Polak – profesor Tadeusz Kowalski (1889–1948), słynny turkolog Uniwersytetu Jagiellońskiego.

## Alfabety

### Cyrylica
30 lipca 1957 r. dekretem Prezydium Rady Najwyższej Mołdawskiej SRR wprowadzono gagauski alfabet stworzony w oparciu o cyrylicę. Alfabet utworzono ze wszystkich liter alfabetu rosyjskiego i dwuznaków Аь аь, Оь оь, Уь уь. Afrykatę [dʒ] oznaczano niekonsekwentnie literą ж i dwuznakiem дж. Niedogodności związane z ręcznym zapisywaniem dwuznaków spowodowały zastąpienie ich w grudniu tego samego roku przez litery Ӓ ä, Ӧ ö, Ӱ ÿ. W 1968 r. do gagauskiego alfabetu dodano literę Ӂ ӂ. Po tych modyfikacjach alfabet składał się z 37 liter:
| А а | Ӓӓ  | Б б | В в | Г г | Д д | Е е | Ё ё | Ж ж | Ӂ ӂ |
| З з | И и | Й й | К к | Л л | М м | Н н | О о | Ӧ ӧ | П п |
| Р р | С с | Т т | У у | Ӱ ӱ | Ф ф | Х х | Ц ц | Ч ч | Ш ш |
| Щ щ | Ъ ъ | Ы ы | Ь ь | Э э | Ю ю | Я я |     |     |     |

Litery Ё ё, Щ щ, ъ, ь, Ю ю, Я я wykorzystywano tylko do zapisu zapożyczeń  z języka rosyjskiego. Przed wprowadzeniem do alfabetu Ӂ ӂ, przy pomocy litery Ж ж oddawano dwa różne dźwięki — afrykaty [dʒ] w słowach gagauskich oraz  [ʐ] w słowach rosyjskiego pochodzenia.
W 1958 r. zatwierdzono i wydano „Zasady ortografii języka gagauskiego” (ros. Правила орфографии гагаузского языка, autorzy: L.A. Pokrowskaja i D.N. Tanasogłu).
Pomimo wycofania cyrylicy z użytku w latach 90. XX wieku, w pierwszych dziesięcioleciach XXI wieku niektóre książki przeznaczone do użytku wiernych drukowano wciąż alfabetem cyrylickim.

### Łacinka
29 stycznia 1993 r. Rada Najwyższa Republiki Gagauskiej przyjęła uchwałę „O zastosowaniu alfabetu łacińskiego do zapisu języka gagauskiego”. 13 maja 1993 r. uchwała została przyjęta przez parlament Mołdawii. Nowy alfabet składał się z następujących liter: A a, Ä ä, Ă ă, B b, C c, Ç ç, D d, E e, F f, G g, H h, I ı, İ i, J j, K k, L l, M m, N n, O o, Ö ö, P p, R r, S s, Ş ş, T t, Ţ ţ, U u, Ü ü, V v, Y y, Z z. Do celów zapisu wyrazów obcego pochodzenia oraz nazw własnych wprowadzono dodatkowe litery: Х х, W w, Q q, Â â, Ğ ğ. W 1996 r. w alfabecie gagauskim wprowadzono zmiany: dodano literę Ê ê, а Ă ă stała się jedną z liter dodatkowych.
Współczesny alfabet gagauski ma następującą postać:
| A a | Ä ä | B b | C c | Ç ç | D d | E e | Ê ê | F f | G g | H h |
| I ı | İ i | J j | K k | L l | M m | N n | O o | Ö ö | P p | R r |
| S s | Ş ş | T t | Ţ ţ | U u | Ü ü | V v | Y y | Z z |     |     |